# Novohradsko-hontská administrativně prozatímně sjednocená župa

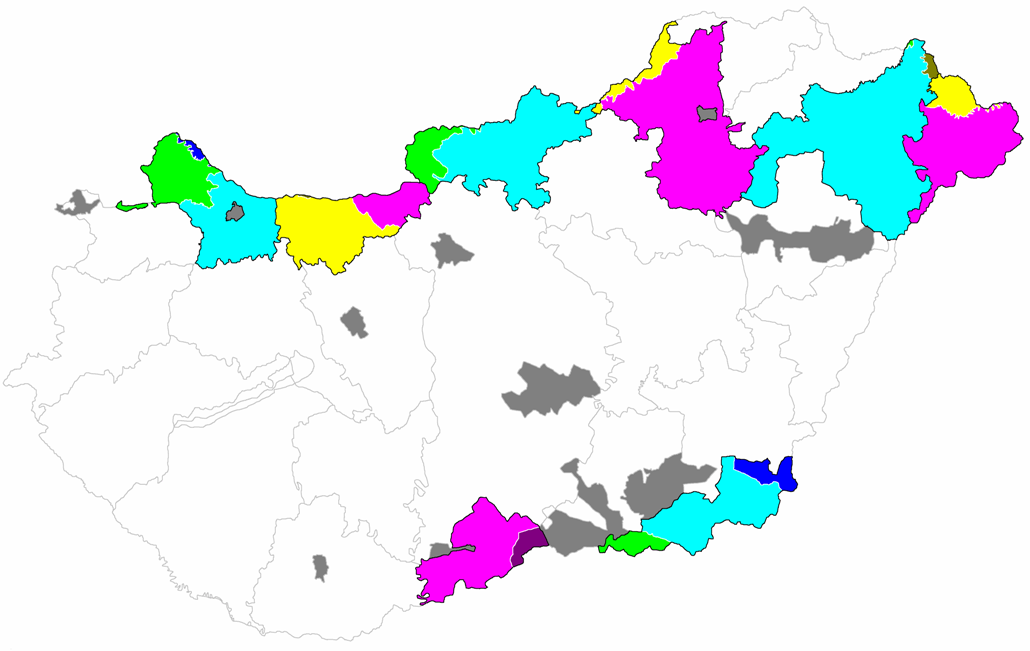
Barevně jsou vyobrazeny ty maďarské zbytky žup, rozdělených Trianonskou mírovou smlouvou, jichž se dotkla správní reforma z roku 1923, při níž byly vytvořeny a.p.s. župy

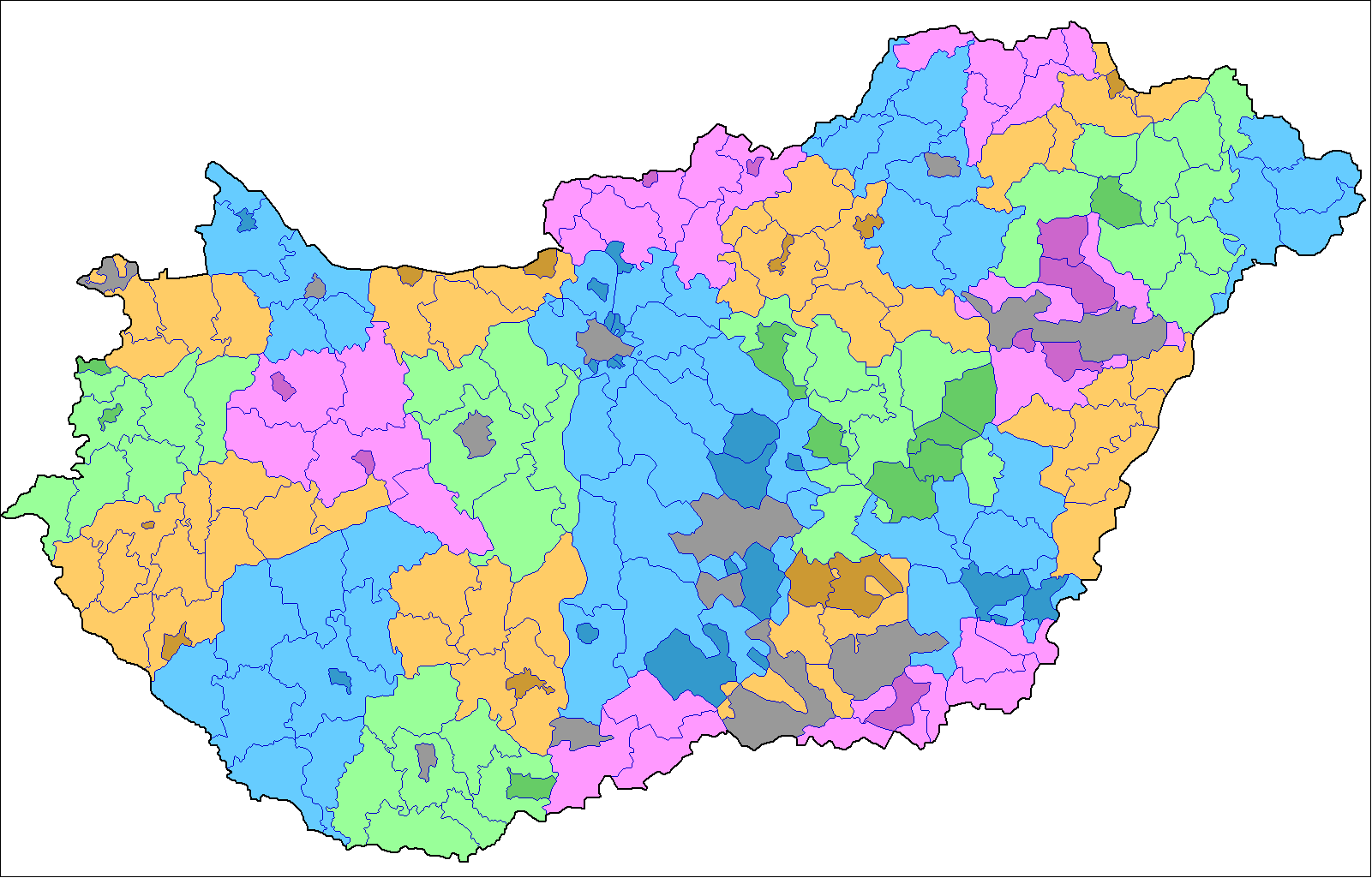
Maďarské župy a okresy roku 1936

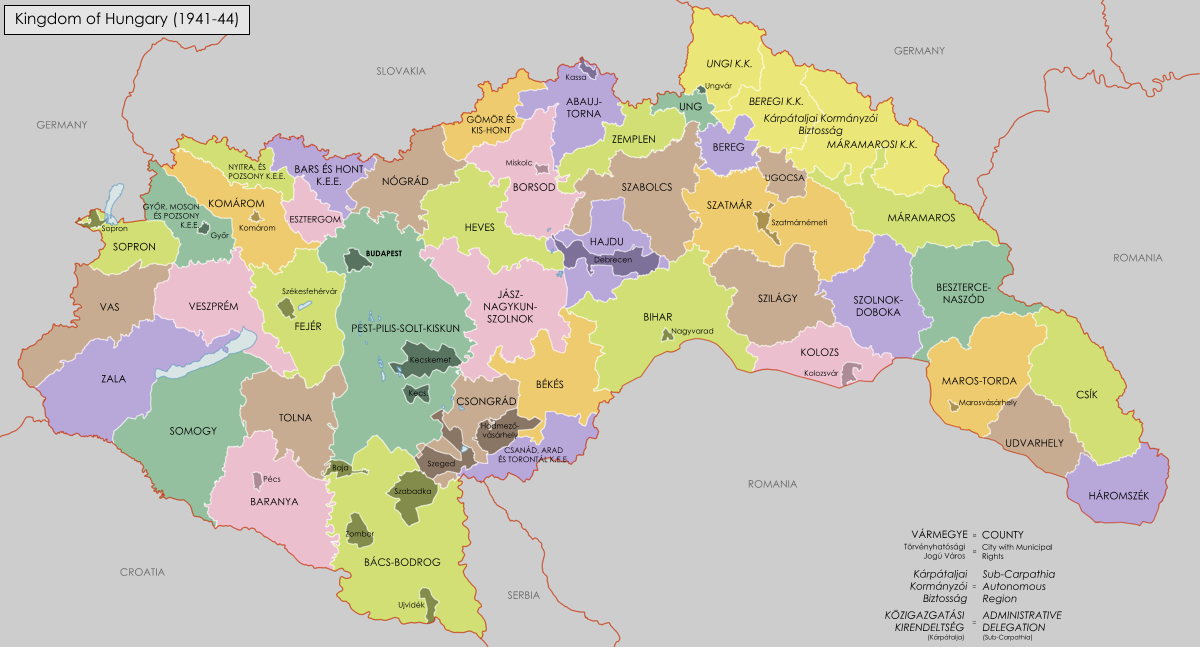
Maďarské království a jeho župy v letech 1941–1944

Novohradsko-hontská administrativně prozatímně sjednocená župa, zkráceně Novohradsko-hontská a.p.s župa (maďarsky Nógrád és Hont közigazgatásilag egyelőre egyesített vármegye, zkráceně Nógrád és Hont k.e.e. vármegye), byla v letech 1923–1938 maďarskou župou, zahrnující ty části historických uherských žup Novohradské a Hontské, jež zůstaly součástí Maďarska. Centrem župy se stalo město Balassagyarmat. 

## Další historický vývoj
Župa přestala existovat v roce 1938 po První vídeňské arbitráži, kdy se většina území Hontské a Novohradské župy stala opětovně maďarským územím. Tehdy byla opětovně zřízena Novohradská župa, zatímco Hont byl spojen s částí bývalé Tekovské župy do nové župy Tekovsko-hontské (maďarsky Bars és Hont k.e.e. vármegye)  se sídlem v Levicích. Po skončení druhé světové války a obnově předválečných státních hranic došlo k vytvoření Novohradsko-hontské župy, která byla vymezena stejně jako Novohradsko-hontská administrativně prozatímně sjednocená župa. Tato nová župa existovala jen do správní reformy z roku 1950, kdy byla rozdělena mezi moderní župy Pest, Nógrád a Heves, přičemž největší část se stala součástí župy Nógrád.

## Správní členění
Župa se členila na sedm okresů a dvě města. Členění z let 1932–1938 platilo i v Novohradsko-hontské župě, existující v letech 1945–1950.

### Okresy
1. okres Balassagyarmat
2. okres Novohrad (centrum Rétság)
3. okres Salgótarján
4. okres Szécsény
5. okres Szirák
6. okres Szob
7. okres Vámosmikola (roku 1932 zrušen)

### Města
- Balassagyarmat
- Salgótarján